# Schefflerodendron gabonense
Schefflerodendron gabonense är en ärtväxtart som beskrevs av François Pellegrin. Schefflerodendron gabonense ingår i släktet Schefflerodendron och familjen ärtväxter. Inga underarter finns listade i Catalogue of Life.